# 维也纳体育馆
維也納體育館是一個室內場地，坐落於奧地利維也納第15區。此場地由奧地利建築師Roland Rainer設計，建於1953至1958年間。場館內可容納的人數約為16,000人。
整個場地分做A至F六個場館：
- A棟（體育場）
- B棟（體育場）
- C棟（溜冰場）
- D棟（主場館，大多數表演場地）
- E棟（多舉辦小型活動）
- F棟（可舉辦較貼近的活動）
- 1974年增設了一座公共游泳池

此場地固定舉辦年度的網球賽事──維也納公開賽以及冰上假期表演。
2014年8月6日，在獲得2014年歐洲歌唱大賽冠軍，為奧地利取得2015年主辦權後，維也納體育館被選為2015年歐洲歌唱大賽的主辦場地。賽事將會於2015年5月19、21、23日舉辦。